# Pedro Manuel Cátedra
Pedro Manuel Cátedra García (Las Gabias, Granada, 29 de marzo de 1954), conocido como Pedro Cátedra, es un filólogo, medievalista, historiador del libro y de la lectura y crítico literario español. Es académico de número de la Real Academia Española desde 2024.

## Biografía
Se licenció en Filología Hispánica por la Universidad Autónoma de Barcelona en 1976 y se doctoró también en 1981 bajo la supervisión de Francisco Rico. De 1976 a 1982 fue profesor encargado de curso en esa misma universidad, de la que fue además entre 1982 y 1987 profesor titular; desde 1987 es catedrático de Literatura Española en la Universidad de Salamanca y Director del Instituto Universitario de Estudios Medievales y Renacentistas (IEMYR). Fue vocal del Consejo de Investigación de la Universidad de Salamanca (1994-1997), codirector de la Cátedra Don Juan de Borbón (dotada por la Fundación Duques de Soria, Universidad de Salamanca y Universidade Nova de Lisboa), codirector del Instituto de Historia del Libro y de la Lectura de la Fundación Duques de Soria & Fundación Germán Sánchez Ruipérez (2000-2005); Fundación San Millán de la Cogolla (2006-2011) y director del Instituto Biblioteca Hispánica del Centro Internacional de Investigación de la Lengua Española (2005-2011) entre otros cargos nacionales y extranjeros. En la actualidad es director del Instituto de Estudios Medievales y Renacentistas y Humanidades Digitales de la Universidad de Salamanca.
Es miembro extranjero de la British Academy y de la Academia de Ciências de Lisboa, además de correspondiente de la Reial Acadèmia de Bones Lletres de Barcelona. Entre otros galardones, ha recibido en 1999 el Premio Humboldt en Alemania.
Su actividad investigadora se ha centrado en la historia literaria de la Edad Media y del Humanismo y Renacimiento, con incursiones en el Barroco; también, en la historia del libro y de la lectura, así como de la difusión y la recepción del texto escrito y oral en las épocas mencionadas y también en el siglo XVIII, especialmente en torno a las relaciones ítalo-españolas y sobre la figura y la producción de Giambattista Bodoni y su impacto europeo.
Es de destacar una línea teórica y metodológica centrada en el uso de la literatura, que han dado de sí numerosas monografías que figuran entre las más citadas de su especialidad. Aparte la investigación propia, se ha consagrado también a la edición científica de obras ajenas de investigación y en algún caso de creación, dirigiendo o codirigiendo más de veinte proyectos editoriales o colecciones.
La relación de sus publicaciones y otros quehaceres científicos y académicos puede verse aquí
Fue elegido por el Pleno de la Real Academia Española para ocupar la silla A de esta institución el 8 de junio de 2023. El 27 de octubre de 2024 se produjo su ingreso oficial en la Academia, en el que fue apadrinado por el también medievalista Juan Gil.

## Obras
- Invención, difusión y recepción de la literatura popular impresa  Editora Regional de Extremadura, 2002. ISBN 84-7671-654-0
- Imprenta y lecturas en la Baeza del siglo XVI Salamanca: Sociedad de Estudios Medievales y Renacentistas, 2001. ISBN 84-920305-9-3
- Sermón, sociedad y literatura en la Edad Media: San Vicente Ferrer en Castilla (1411-1412): estudio bibliográfico, literario y edición de los textos inéditos Junta de Castilla y León, 1994. ISBN 84-7846-318-6.
- Prospecto para la historia y la bibliografía de la Asociación de Bibliófilos de Barcelona Cilengua. Centro Internacional de Investigación de la Lengua Española, 2008. ISBN 978-84-936297-2-4
- Contextos de los monumentos tipográficos riojanos: muestra de libros que tuvo lugar el día 9 de abril de 2007 en la biblioteca del Cilengua Cilengua. Centro Internacional de Investigación de la Lengua Española, 2007. ISBN 978-84-935340-6-6
- El sueño caballeresco: de la caballería de papel al sueño real de Don Quijote Madrid: Abada, 2007. ISBN 978-84-96775-06-0
- Ed. de Tres colloquios pastoriles: de Juan de Vergara y Lope de Rueda (Valencia, 1567) Cilengua. Centro Internacional de Investigación de la Lengua Española, 2006. ISBN 84-935340-3-X
- Liturgia, poesía y teatro en la Edad Media: estudios sobre prácticas culturales y religiosas Editorial Gredos, 2005. ISBN 84-249-2774-5
- Ed. de La "Historia de la casa de Zúñiga": otrora atribuida a Mosén Diego de Valera Salamanca: Sociedad de Estudios Medievales y Renacentistas, 2003. ISBN 84-932346-9-9
- Ed. de Hernando de Alarcón, "Tratado que hizo Alarcón", alquimista del arzobispo Alonso Carrillo Salamanca : Sociedad de Estudios Medievales y Renacentistas, 2002. ISBN 84-932346-1-3
- Los sermones en romance del manuscrito 40 (siglo XV) de la Real Colegiata de San Isidro de León: edición y estudio Salamanca : Seminario de Estudios Medievales y Renancentistas, 2002. ISBN 84-932346-3-X
- Ed. de Francisco de Ávila, La vida y la muerte o Vergel de discretos: (1508) Universidad Pontificia de Salamanca, 2000. ISBN 84-7392-445-2
- Creación y difusión de "El baladro del sabio Merlín" (Burgos, 1498) [Salamanca] : Seminario de Estudios Medievales y Renacentistas, 2000. ISBN 84-920305-4-2
- La historiografía en verso en la época de los Reyes Católicos: Juan Barba y su "Consolatoria de Castilla" Salamanca: Ediciones Universidad de Salamanca, 1989. ISBN 84-7481-545-2
- Ed. de Enrique de Villena, Traducción y glosas de la "Eneida" Diputación de Salamanca, 1989. ISBN 84-7797-032-7
- Amor y pedagogía en la Edad Media: (estudios de doctrina amorosa y práctica literaria) Salamanca: Universidad, Secretariado de Publicaciones, 1989. ISBN 84-7481-526-6
- Exégesis, ciencia, literatura: la exposición del salmo "Quoniam videbo", de Enrique de Villena Madrid : El Crotalón, 1985. ISBN 84-86163-41-2
- Dos estudios sobre el sermón en la España medieval Universitat Autònoma de Barcelona, 1981. ISBN 84-7488-044-0
- Ed. de Poema de mio Cid, Barcelona; Planeta, 1985.